# Cinara
Cinara Curtis, 1835 è un genere di insetti fitomizi dell'ordine dei Rhynchota.
Caratterizzato dalla morfologia comune a tutti i membri della superfamiglia degli afidi (Aphidoidea), piccole dimensioni, corpo tozzo e globoso, con apparato boccale pungente-succhiante per nutrirsi della linfa elaborata delle piante, è una specie particolarmente dannosa, causando ingenti danni diretti e indiretti alle piante parassitate, in questo caso conifere delle famiglie Cupressaceae e Pinaceae. A sua volta le specie appartenenti sono vittime specifiche delle vespe parassitoidi del genere Pauesia.

## Tassonomia
Questo genere comprende oltre 240 specie tra le quali si annoverano:
- Cinara abietis (Fitch, 1851)
- Cinara acutirostris Hille Ris Lambers, 1956
- Cinara cedri Mimeur, 1936
- Cinara confinis
- Cinara cupressi Buckton, 1881
- Cinara fornacula
- Cinara laricis
- Cinara piceae
- Cinara piceicola (Chlolodkovsky, 1896)
- Cinara pini (Linnaeus, 1758)
- Cinara pilicornis
- Cinara strobi